# Kongsvinger Knights
Kongsvinger Knights – norweski klub hokejowy z siedzibą w Kongsvinger.

## Zawodnicy
Kadra w sezonie 2015/2016
Na podstawie materiału źródłowego:
| Bramkarze: - Ole Morten Furseth - Morgan Jonsson Obrońcy: - Markus Mossin - Viktor Högberg - Sebastian Skråmo - Linus Olsson - Sondre Harbosen - Tobias Hurrød - Jesper Mattson - Sean-Michel Sunnqvist - Sebastian Owuya - Patrik Wikstrand |  | Napastnicy: - Tommy Sandsnes - Daniel Trnavský - Espen Kristiansen - Tom Mäkitalo - Preben Birkeflot - Sebastian Benker - André Nybo - Jonas Thorstensen - Ole Marius Bjørnslett - Simen Nielsen - Victor Zetterberg |